# Wayward (film 1932)
Wayward è un film del 1932 diretto da Edward Sloman.

## Produzione
Il film fu prodotto dalla Paramount Pictures

## Distribuzione
Distribuito dalla Paramount Pictures, uscì nelle sale cinematografiche USA il 19 febbraio 1932.